# Lutz Pyritz
Lutz Pyritz (* 5. März 1958 in Seelow; † 1. Juni 2018 in Dresden) war ein deutscher Jockey und Pferdesporttrainer.
Pyritz begann 1974 in Hoppegarten seine Lehre zum Rennreiter, die er 1976 abschloss. 
Er galt als einer der Ausnahmejockeys der DDR und gewann das DDR-Galoppderby in den Jahren 1983 (auf Zigeunerheld), 1985 und 1990. Zudem konnte er weitere klassische Siege verbuchen. Am 8. Mai 1994 stellte er einen neuen deutschen Rekord auf, als er in Dresden an einem Renntag sieben Siege errang. Insgesamt siegte er im Laufe seiner von 1975 bis 1998 andauernden Karriere als Jockey in 848 Flachrennen. Hinzu kamen 23 Erfolge bei Hürden- und Jagdrennen. Nach dem Ende seiner Laufbahn als Sportler nahm er 1998 eine Trainertätigkeit auf.